# Nongba
Nongba (kinesiska: 农坝) är en köping i sydvästra Kina. Den ligger i Yunyang härad i storstadsområdet Chongqing, omkring 290 kilometer nordost om det centrala stadsdistriktet Yuzhong. Antalet invånare är 13 741. Befolkningen består av 6 908 kvinnor och 6 833 män. Barn under 15 år utgör 28,0 %, vuxna 15-64 år 57 %, och äldre över 65 år 14,0 %.